# 塚口町

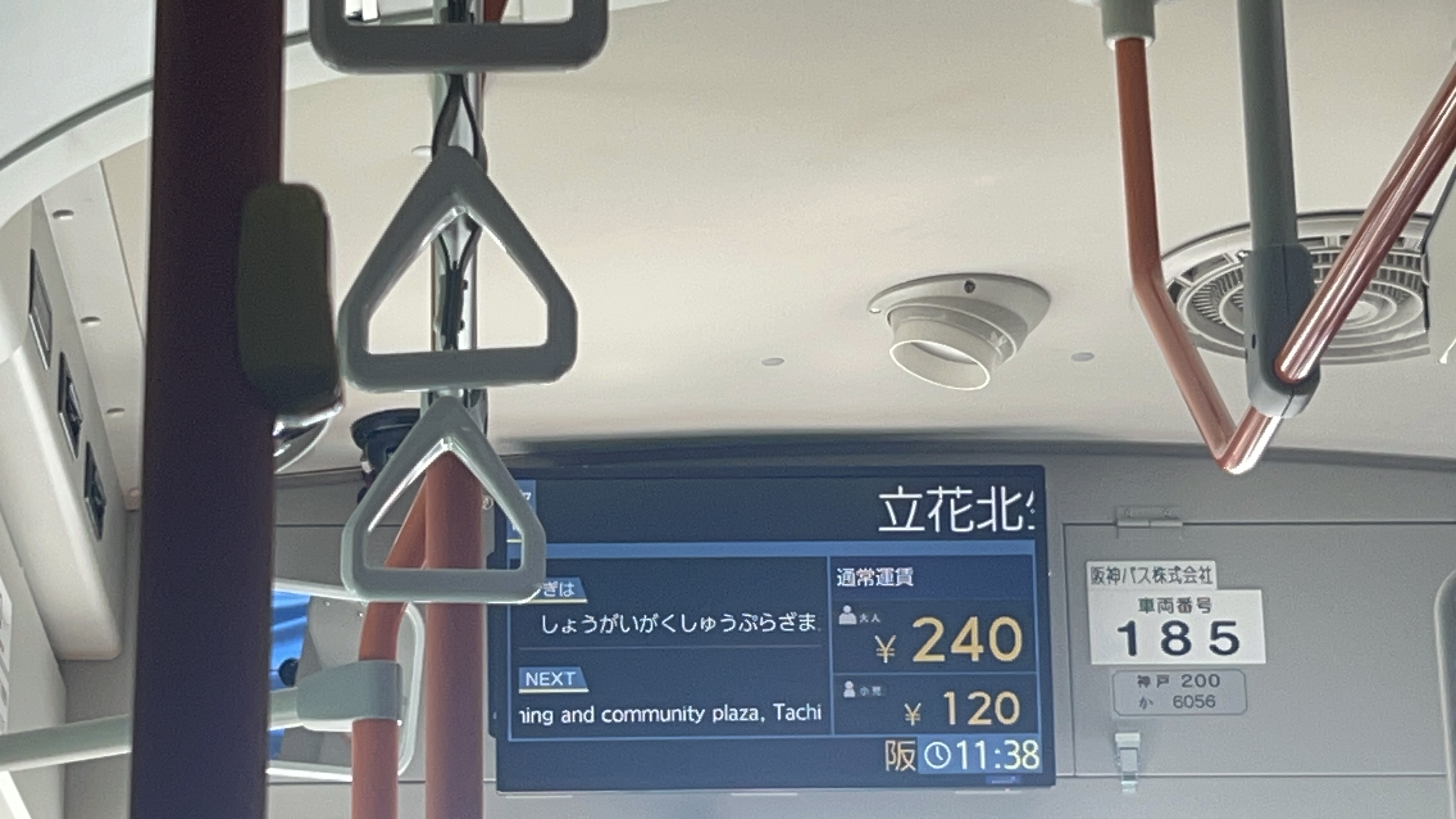
阪神バス立花北生涯学習プラザ前停留所案内

塚口町（つかぐちちょう）は、兵庫県尼崎市にある町丁。1丁目から6丁目まである。郵便番号は661-0002。座標: 北緯34度45分15.778秒 東経135度24分42.505秒 / 北緯34.75438278度 東経135.41180694度

## 地理
東は塚口本町、西は富松町、南は南塚口町、北は伊丹市柏木町・若菱町・安堂寺町と隣接している。

## 交通

### 鉄道
鉄道は走っていない。

### バス

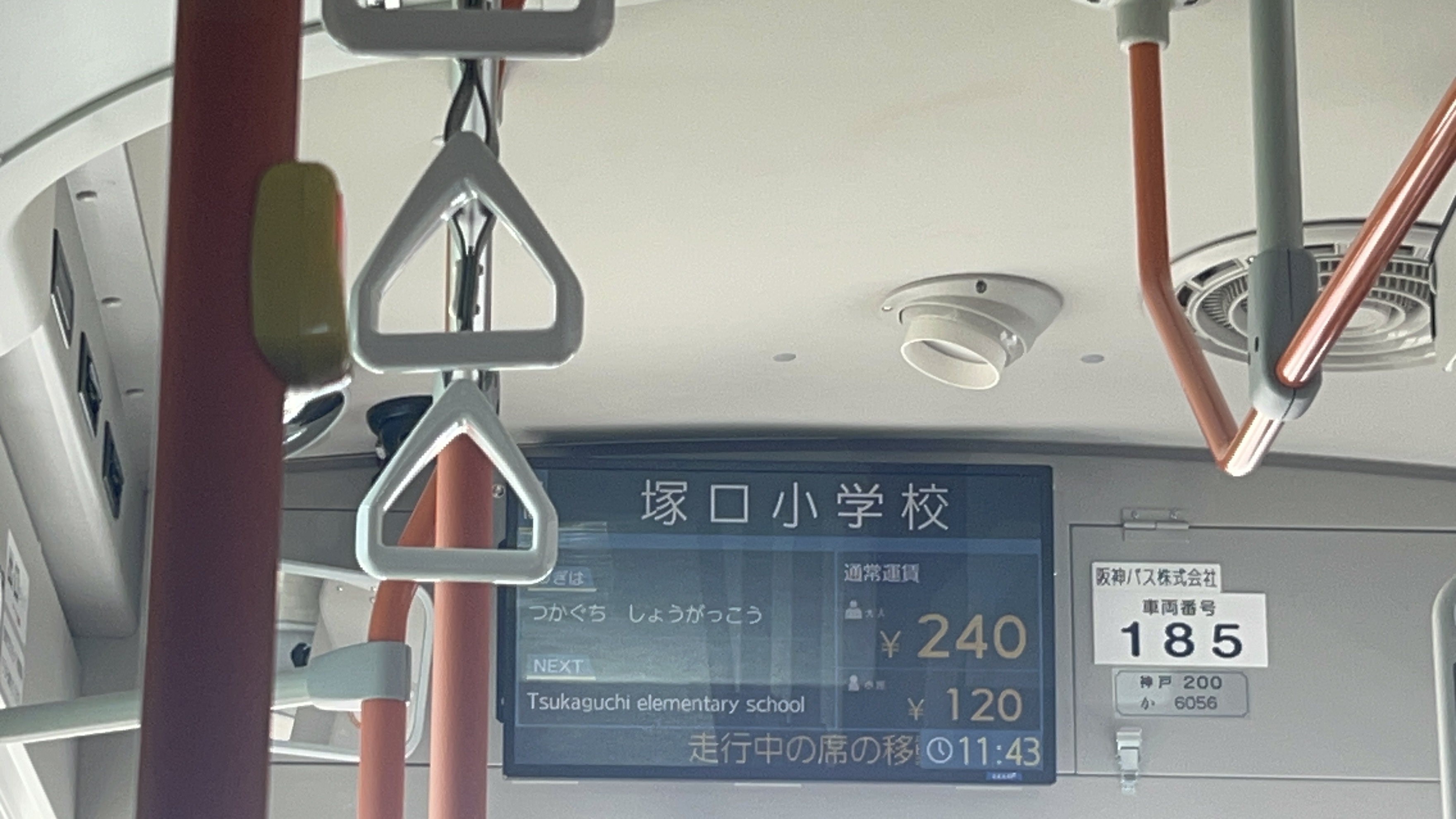
阪神バス塚口小学校停留所案内

| 路線番号 | 業者       | 起点     | 町内の停留所                                                                | 終点             |
| -------- | ---------- | -------- | --------------------------------------------------------------------------- | ---------------- |
| 30       | 阪神バス   | 阪急塚口 | (南塚口町)-立花北生涯学習センター前-塚口小学校-(富松町)                     | 武庫川           |
| 31       | 阪神バス   | 阪急塚口 | (南塚口町)-立花北生涯学習センター前-塚口小学校-(富松町)                     | 阪神尼崎         |
| 34       | 伊丹市バス | 塚口     | 塚口-塚口1丁目-尼崎北高校前-塚口町5丁目-塚口町6丁目-尼崎北小学校前-(富松町) | JR伊丹           |
| 35       | 伊丹市バス | 塚口     | 塚口-塚口1丁目-尼崎北高校前-塚口町5丁目-塚口町6丁目-尼崎北小学校前-(富松町) | 阪急伊丹         |
| 36       | 伊丹市バス | 塚口     | 塚口-塚口1丁目-尼崎北高校前-塚口町5丁目-塚口町6丁目-尼崎北小学校前-(富松町) | 昆陽里           |
| 41       | 伊丹市バス | 塚口     | 塚口-塚口1丁目-尼崎北高校前-塚口町5丁目-塚口町6丁目-尼崎北小学校前-(富松町) | 山田             |
| 61       | 伊丹市バス | 塚口     | 塚口-塚口1丁目-尼崎北高校前-塚口町5丁目-塚口町6丁目-尼崎北小学校前-(富松町) | 三師団・交通局前 |

- 阪神バス塚口小学校停留所案内

## 校区
出典:
| 丁目 | 区域 | 小学校       | 中学校     |
| ---- | ---- | ------------ | ---------- |
| 1    | 全域 | 塚口小学校   | 塚口中学校 |
| 2    | 全域 | 塚口小学校   | 塚口中学校 |
| 3    | 全域 | 塚口小学校   | 塚口中学校 |
| 4    | 全域 | 塚口小学校   | 塚口中学校 |
| 5    | 全域 | 尼崎北小学校 | 塚口中学校 |
| 6    | 全域 | 尼崎北小学校 | 塚口中学校 |

## 施設

### 1丁目
- セブン-イレブン 阪急塚口駅北店
- 三井住友銀行 塚口駅前出張所
- 三菱UFJ銀行塚口支店

### 2丁目
- 尼崎市立塚口幼稚園

### 3丁目
- ローソン 尼崎塚口町三丁目店
- 尼崎市立立花北生涯学習プラザ

### 4丁目
- 尼崎市立塚口小学校
- マクドナルド 五合橋線塚口店

### 5丁目
- 兵庫県立尼崎北高等学校

### 6丁目
- 塚の内公園
- 松ヶ本公園
- 尼崎市立尼崎北小学校